# Fontitrygon garouaensis
A Fontitrygon garouaensis é uma espécie de arraia da família Dasyatidae, nativa dos rios da Nigéria e de Camarões. Atingindo uma largura de 40 cm, essa espécie pode ser distinguida por seu disco de nadadeira peitoral fino e quase circular, ponta do focinho levemente projetada e pele quase sempre lisa com dentículos dérmicos pequenos ou ausentes. A Fontitrygon garouaensis se alimenta de larvas de insetos aquáticos e é ovovivípara. O longo espinho urticante na cauda dessa arraia pode infligir um ferimento doloroso. Ela foi avaliada como espécie em perigo crítico de extinção pela União Internacional para a Conservação da Natureza (IUCN), pois seu número está diminuindo em algumas áreas e ela enfrenta forte pressão de pesca predatória e destruição de habitat.

## Taxonomia
A descrição original da Fontitrygon garouaensis foi publicada por Alfred Stauch e M. Blanc em 1962, na revista científica Bulletin du Muséum National d'Histoire Naturelle (Série 2). O epíteto específico garouaensis refere-se à cidade de Garua, Camarões, onde o espécime-tipo foi capturado. Stauch e Blanc atribuíram essa espécie a Potamotrygon, o que a tornaria a única representante do gênero fora da América do Sul. Em 1975, Thomas Thorson e Donald Watson examinaram novos espécimes e concluíram, com base em aspectos morfológicos e fisiológicos, que essa espécie é um membro do gênero Dasyatis.

## Distribuição e habitat
Juntamente com a Urogymnus ukpam, a Fontitrygon garouaensis é uma das duas arraias de água doce da África. Essa arraia só é conhecida de três sistemas fluviais na Nigéria e em Camarões: o rio Benué e o baixo rio Níger, o baixo rio Sanaga e o rio Cross. Os registros dessa espécie na Lagoa de Lagos não foram confirmados. A Fontitrygon garouaensis só foi encontrada em água doce, embora a possibilidade de ser eurialina (tolerante a diferentes salinidades) não possa ser descartada.

## Descrição
O disco da nadadeira peitoral da Fontitrygon garouaensis é quase circular, apenas cerca de 5% mais longo do que largo, e contém 122-124 raios internos em cada lado. O disco é mais achatado do que o de qualquer outra arraia da região, medindo não mais do que 11% da espessura e da largura. As margens anteriores do disco são fracamente côncavas, com a ponta do focinho ligeiramente saliente. Os olhos são de tamanho médio e salientes, com pequenos espiráculos localizados atrás. As narinas são cobertas por uma aba de pele com uma margem posterior franjada, que alcança a boca pequena. Há 16-18 fileiras de dentes na mandíbula superior e 14-28 fileiras de dentes na mandíbula inferior. Os dentes são pequenos e bem inseridos; os das fêmeas são ovais e sem corte, enquanto os dos machos são triangulares com uma cúspide afiada apontando para trás. Uma única fileira de cinco papilas é encontrada no assoalho da boca.
As nadadeiras pélvicas são mais ou menos triangulares e a cauda é semelhante a um chicote e mede o dobro do comprimento do disco. Um ou mais espinhos urticantes estão posicionados entre um sexto e um quinto do caminho ao longo da cauda, e uma dobra estreita da nadadeira ventral se origina logo atrás da inserção do espinho. A pele é, em sua maior parte, lisa, exceto por uma mancha de dentículos dérmicos pequenos e planos no centro do dorso. Algumas raias podem não ter dentículos, enquanto outras podem ter de 2 a 4 dentículos um pouco maiores ao longo da linha média. A coloração é marrom-claro ou cinza na parte superior, clareando na margem do disco, e branca na parte inferior, com as nadadeiras delineadas em um branco mais forte. Essa espécie atinge uma largura máxima de disco registrada de 40 cm.

## Biologia e ecologia
Em comum com outros membros de água doce de sua família, o sistema osmorregulatório da Fontitrygon garouaensis retém quantidades substanciais de ureia dentro do corpo (embora muito menor do que nas espécies marinhas), bem como os meios para concentrar a ureia. Em comparação com as arraias do gênero Potamotrygon, que realizam osmorregulação de forma semelhante aos peixes ósseos de água doce e apresentaram especiação, a Fontitrygon garouaensis e seus parentes podem ser colonizadores mais recentes de água doce. As ampolas de Lorenzini dessa espécie são menores e mais simples do que as das arraias marinhas, refletindo as restrições impostas à eletrorrecepção pelo ambiente de água doce. A Fontitrygon garouaensis se alimenta quase que exclusivamente de ninfas aquáticas de efemerópteros, plecópteros e tricópteros, raramente se alimentando de dípteros.
A Fontitrygon garouaensis é ovovivípara; as fêmeas têm um único ovário funcional no lado esquerdo. Estima-se que essa espécie atinja a maturidade aos dois anos de idade, com os machos vivendo até cinco anos e as fêmeas até sete anos. No rio Benué, uma fêmea examinada com 31,5 cm de diâmetro era imatura, enquanto um macho com 34,4 cm de diâmetro era maduro. No rio Sanaga, os machos amadurecem com menos de 26,4 cm de diâmetro e as fêmeas com 26-30 cm de diâmetro.

## Interação com os seres humanos
A espinha dorsal da cauda da Fontitrygon garouaensis é potencialmente prejudicial às aves pernaltas; ela é conhecida pelos hauçás como kunaman ruwa ou “escorpião da água”. Essa espécie é capturada incidentalmente e vendida fresca ou defumada para consumo humano. Historicamente, ela era mais comum no sistema do rio Níger-Benué, embora seu número esteja diminuindo; o possível desaparecimento dessa espécie de sua localidade-tipo perto de Garua foi relatado como resultado da seca. Um número substancial pode ser encontrado no rio Sanaga, embora a tendência populacional seja desconhecida. A União Internacional para a Conservação da Natureza (IUCN) avaliou essa espécie como espécie em perigo crítico de extinção, citando declínios populacionais documentados e os possíveis efeitos negativos da pesca predatória e da destruição de habitat. Essas pressões provavelmente aumentarão à medida que a área de distribuição dessa espécie se tornar mais densamente povoada.